# Juan Melenchón Pérez
Juan Melenchón Pérez (27 de gener de 1908, Mazarrón, Regió de Múrcia - 11 de desembre de 1983, Castelló de la Plana) fou un futbolista espanyol dels anys 1920, 1930 i 1940 que jugava com a defensa.

## Trajectòria
Juan Melenchón començà a jugar amb el Granollers al 1924. El 1927, fitxà pel FC Gràcia. El 1929, fitxà pel València CF, on va jugar fins al 1937. El 1937, jugà amb el Gimnàstic de València (1937-1938). El 1938, Juan Melenchón fitxà pel FC Barcelona. Durant la Guerra civil, jugà cinc partits de la Lliga catalana que guanyà el Barça el 1938. El 1939, va tornar al València CF. El 1940, fitxà pel Granada CF, i el 1941 pel CE Castelló amb qui va jugar a la Primera divisió espanyola. Jugà amb el Castelló fins al 1944 abans de retirar-se. Jugà un total de 101 partits a la Primera divisió durant la seva carrera.
Va disputar dos partits amb la selecció catalana de futbol els anys 1929 i 1942.

## Palmarès
Amb el FC Barcelona :
- Campió de la Lliga catalana: 1938